# روث إنغلاند
روث إنغلاند (بالإنجليزية: Ruth England)‏ هي صحفية ومقدمة تلفزيونية وممثلة بريطانية، ولدت في 29 مارس 1970 في المملكة المتحدة.

## وصلات خارجية
- روث إنغلاند على موقع IMDb (الإنجليزية)
- روث إنغلاند على موقع قاعدة بيانات الفيلم (الإنجليزية)
- روث إنغلاند على موقع كينوبويسك (الروسية)